# Annales de l'Est
Annales de l'Est est une revue d'histoire française fondée en 1887 par la Faculté des lettres de Nancy. 
Désormais portée par l'Association des historiens de l'Est, elle publie des articles scientifiques portant principalement sur l'histoire (antique, médiévale, moderne et contemporaine) de l'Est de la France, et notamment la Lorraine, mais aussi sur celle de la Grande Région.

## Historique
En 1887, observant que plusieurs facultés des lettres de province publient des revues de très haute valeur qui témoignent de la solidité de leur enseignement et de l'activité incessante de leurs professeurs, la Faculté des lettres de Nancy décide de lancer sa propre revue : les Annales de l'Est.
Revue trimestrielle, elle est consacrée spécialement « à l'histoire, à la littérature, aux dialectes de nos contrées ». Dans le contexte de l'époque, l'Alsace-Moselle étant rattachée à l'Allemagne depuis 1871, le texte précise que, par « nos contrées », il faut comprendre la Lorraine, naturellement, mais aussi l'Alsace, car, pour reprendre les mots des auteurs, « ... nous ferons non pas de la politique, mais de l'histoire et de la science ; nous ne saurons pourtant oublier que l'Alsace a été une province française et que son passé nous appartient ».
Sous l'influence d'Alexandre de Saint-Léger, la Faculté des lettres de Lille se rapproche de celle de Nancy, pour créer, en 1905, les Annales de l'Est et du Nord, qui paraitront jusqu'en 1909. Mais la collaboration cesse en 1909, chacun repartant de son côté : les Annales de l'Est retrouvent leur nom originel, alors que les Annales du Nord sont créées, le premier numéro paraissant en janvier 1910.
La parution se poursuit continûment jusqu'en 1939, où elle s'interrompt, pour ne reprendre qu'en 1950 (la quatrième série s'arrête en 1939 (7e année), et la cinquième série débute en 1950). La parution se poursuit depuis.

## Évaluation
Les Annales de l'Est figurent dans la liste élaborée par l'Agence d'évaluation de la recherche et de l'enseignement supérieur en 2009 visant à définir, dans le domaine des sciences humaines et sociales, un « périmètre de scientificité ». En 2016, la revue figure à nouveau dans la liste révisée par le Haut Conseil de l'évaluation de la recherche et de l'enseignement supérieur.